# Doug Barnard

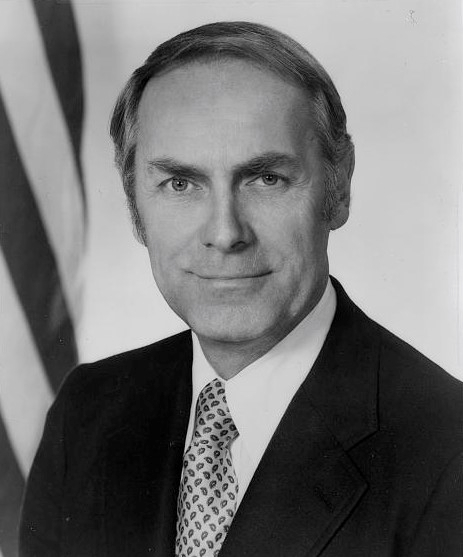
Doug Barnard

Druie Douglas „Doug“ Barnard Jr. (* 20. März 1922 in Augusta, Georgia; † 11. Januar 2018 ebenda) war ein US-amerikanischer Politiker. Zwischen 1977 und 1993 vertrat er den Bundesstaat Georgia im US-Repräsentantenhaus.

## Werdegang
Doug Barnard besuchte die öffentlichen Schulen seiner Heimat einschließlich der Academy of Richmond County, die er im Jahr 1939 absolvierte. In den Jahren 1939 und 1940 setzte er seine Ausbildung am Augusta College fort. Bis 1943 studierte er an der Mercer University in Macon. Von 1943 bis 1945 diente er während des Zweiten Weltkrieges in der US Army. Nach dem Krieg studierte er bis 1948 an der Mercer University Jura. Zwischen 1948 und 1962 war Barnard im Bankgewerbe tätig.
Politisch schloss er sich der Demokratischen Partei an. In den Jahren 1963 bis 1966 gehörte er dem Stab von Gouverneur Carl Sanders an. Von 1966 bis 1976 war er Mitarbeiter im Verkehrsministerium des Staates Georgia. 1962 war Barnard Delegierter auf dem regionalen Parteitag der Demokraten in Georgia; zwei Jahre später nahm er an der Democratic National Convention in Atlantic City teil, auf der US-Präsident Lyndon B. Johnson zur Wiederwahl nominiert wurde.
Bei den Kongresswahlen des Jahres 1976 wurde Barnard im zehnten Wahlbezirk von Georgia in das US-Repräsentantenhaus in Washington, D.C. gewählt, wo er am 3. Januar 1977 die Nachfolge von Robert Grier Stephens antrat. Nach sieben Wiederwahlen konnte er bis zum 3. Januar 1993 acht zusammenhängende Legislaturperioden im Kongress absolvieren. Dort wurde im Jahr 1992 der 27. Verfassungszusatz verabschiedet. Im Jahr 1992 verzichtete Doug Barnard auf eine erneute Kongresskandidatur. Er war mit Naomi Holt verheiratet und hatte drei Kinder sowie sieben Enkelkinder. Bis zu seinem Tod lebte er in seiner Heimatstadt Augusta.

## Einzelnachweis
1. ↑  Frm. Congressman Doug Barnard (D) Georgia dies at age of 95

| Personendaten    | Personendaten                                   |
| ---------------- | ----------------------------------------------- |
| NAME             | Barnard, Doug                                   |
| ALTERNATIVNAMEN  | Barnard, Druie Douglas Jr. (vollständiger Name) |
| KURZBESCHREIBUNG | US-amerikanischer Politiker                     |
| GEBURTSDATUM     | 20. März 1922                                   |
| GEBURTSORT       | Augusta, Georgia                                |
| STERBEDATUM      | 11. Januar 2018                                 |
| STERBEORT        | Augusta, Georgia                                |